# 業餘天文學

在英仙座流星雨期間觀察夜空的業餘天文學家。

業餘天文學，是對觀察天體有興趣且樂在其中的人所從事的行為，也就是通常意義上的天文愛好者所從事的夜空或白天觀測目標或攝影活動，通常使用方便攜帶的望遠鏡、雙筒望遠鏡和肉眼進行觀察。
一些天文愛好者常進行大型的集體觀星活動（連續數天），互相觀摩經驗和聚會，切磋使用望遠鏡的心得等；這樣的集體活動被稱爲交流會（star party），尤以美、日較流行，中國亦已興起此活動。
業餘天文學是一種愛好，參與者使用肉眼、雙筒望遠鏡或天文望遠鏡目視觀察天空中的天體，或拍攝、錄影讓天體成像。儘管科學研究可能不是他們的主要目標，但一些業餘天文學家在公民科學方面做出了貢獻，例如監測變星、雙星、太陽黑子，或恆星被月球或小行星遮蔽的掩星，或者通過巡天發現瞬態天文事件，例如彗星、銀河的新星，以及在其它星系的超新星。
業餘天文學家不會將天文學領域作為主要收入或支持來源，通常沒有接受過天體物理學專業學位或該學科的高級學術培訓。大多數業餘天文學家都是業餘愛好者，但有些人在天文學方面有很深入的經驗，且可能經常與專業天文學家一起合作和工作。歷史上，許多天文學家在業餘框架內研究天空；然而，自二十世紀初以來，專業天文學已經成為一項與業餘天文學和相關活動有明顯的不同。
業餘天文學家通常在夜間觀測天空，此時大多數天體和天文事件都是可見的，但也有人在白天觀察太陽和日食。有些人只是用眼睛或雙筒望遠鏡看天空，但更專注的業餘愛好者經常使用可擕式望遠鏡或位於私人或俱樂部天文台的望遠鏡。業餘愛好者也會加入業餘天文學會，該學會可以為他們提供建議、教育或指導，以尋找和觀測天體。他們還會向普羅大眾宣導天文學。

## 目的

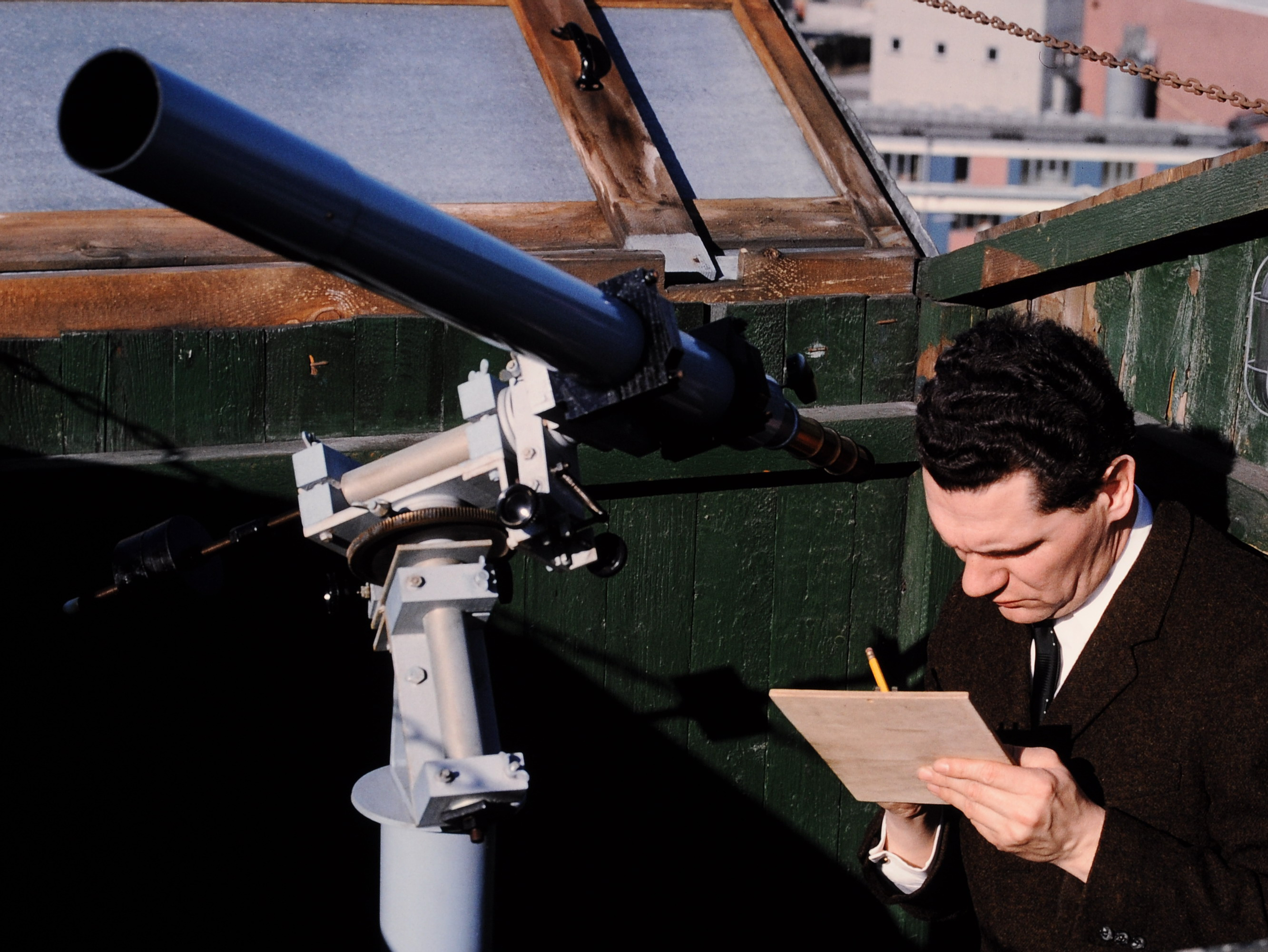
業餘天文學家對太陽進行觀測和記錄。

業餘天文學家與專家們共同觀測各種天體和現象。通常，業餘天文學家的共通目標包括太陽、月球、行星、恆星、彗星、流星雨，以及各種各樣的深空天體，如星團、星雲和星系。許多業餘愛好者喜歡專門觀察他們感興趣的特定物體、天體類型或事件類型。業餘天文學的一個分支：業餘天文攝影，涉及拍攝夜空的影像。隨著數位相機、数位單反相機和相對複雜的專用高品質CCD相機和CMOS相機等更易於使用的設備的引入，天文攝影變得更加流行。
大多數業餘天文學家在可見光波段工作，但也有少數人在可見光以外的波段進行觀測與實驗。電波天文學的早期先驅格羅特·雷伯，是一位業餘天文學家，他在20世紀30年代末建造了第一架專門的電波望遠鏡，以跟進卡爾·央斯基發現的來自太空的發射波長。非視覺業餘天文學包括在傳統望遠鏡上使用紅外濾鏡，以及使用電波望遠鏡。一些業餘天文學家使用自製的電波望遠鏡，而另一些則使用最初為天文研究而建造，但此後已可供業餘愛好者使用的電波望遠鏡。一英里望遠鏡就是這樣一個例子。

## 常用工具

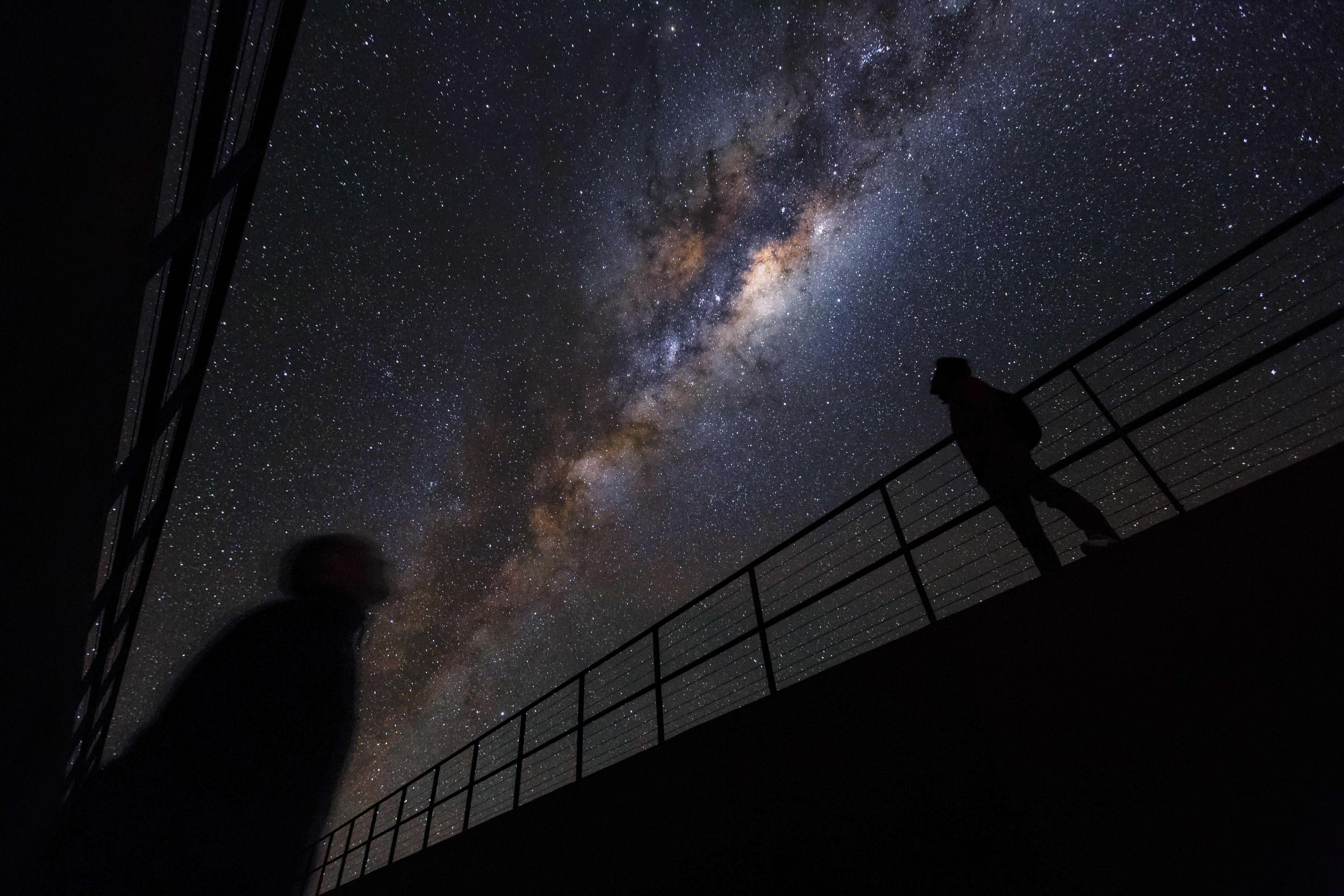
像帕拉納爾天文台這樣的地方提供了水晶般清澈的天空，可以在有或沒有儀器的情况下觀測天體。

業餘天文學家使用各種不同的儀器與方法來研究天空，這取決於他們的興趣和資源的組合。方法包括簡單地用肉眼觀察夜空，使用雙筒望遠鏡，使用各種不同倍率和品質的光學望遠鏡，以及額外的精密設備，如相機，來研究光譜中視覺和非視覺部分的天空光源。為了進一步改進光譜的視覺和非視覺部分的研究，業餘天文學家前往鄉村等地區，以遠離光污染。新的和二手的商業望遠鏡都是可用的，但也很常見業餘天文學家建造（或委託建造）自己的客製化望遠鏡。有些人甚至把業餘望遠鏡製做做為業餘天文學愛好中的主要興趣。
儘管隨著時間的推移，專業和經驗豐富的業餘天文學家往往會獲得更專業、更强大的設備，但相對簡單的設備通常更適合某些任務。例如，雙筒望遠鏡雖然通常比大多數望遠鏡的倍率低，但傾向於提供更寬廣的視野，這更適合觀察夜空中的一些物體。最近的iPhone型號引入了拍照時的「夜間模式」選項，允許您增加曝光，即拍照的時間段。這優化了對畫面中光線的聚焦，這就是為什麼它主要在晚上使用。
業餘天文學家也使用星圖，根據經驗和意圖，可以從簡單的活動星圖到包含整個夜空圖表的詳細星圖。業餘天文學家還可以使用一系列天文軟體，包括生成天空星圖的軟體、輔助天文攝影的軟體、安排觀測流程軟體以及執行與天文現象有關的各種計算軟體。
業餘天文學家通常喜歡採用觀測日誌的形式，記錄他們的觀測結果。觀察日誌通常記錄觀察到哪些對象，以及何時觀察到的詳細資訊，並描述所看到的細節。草圖有時用於正式紀錄，最近也使用了攝影做為觀察的記錄。收集的資訊用於幫助業餘天文學家在年度聚會中進行研究和互動。雖然不是專業或可信的資訊，但這是愛好者分享他們愛好的新發現和經歷的一種管道。
影像在業餘愛好者中的普及導致了大量網站由個人撰寫，內容包括他們拍攝的影像和設備。業餘天文學的大部分社交互動都發生在郵寄清單或討論群組上。討論群組伺服器託管了許多天文表單。業餘天文學的大量商業活動，即設備的買賣，都發生在網上。許多業餘愛好者使用線上工具來計畫他們的夜間觀測活動，像是使用晴空圖等工具。

## 常用科技
雖然許多有趣的天體很容易用肉眼識別，有時需要借助星圖，但還有許多天體非常微弱或不顯眼，因此需要科技手段來定位它們。儘管業餘天文學中使用了許多方法，但大多數都是少數特定科技的變體。

### 牽星法
牽星法是業餘天文學家經常使用的一種方法，使用低科技設備，如雙筒望遠鏡或手動望遠鏡。它涉及使用星圖（或記憶）來定位已知的地標恆星，並在它們之間「跳躍」，通常是在尋星鏡的幫助下。由於其簡單性，牽星法是一種非常常用的方法，用於尋找接近肉眼可見恆星的天體。
更先進的定位天空中物體的方法包括帶有「定位圈」的望遠鏡架台，它允許使用天球座標指向天空中的目標，以及「GOTO望遠鏡」，這是一種全自動望遠鏡，能够根據需要定位物體（需要先經過校準）。

### 行動應用程式
智能手機中使用的行動應用程序出現，導致了許多專用應用程式的創建。這些應用程式允許任何用戶通過簡單地將智能手機設備指向天空中的那個方向來輕鬆定位感興趣的天體。這些應用程式利用了手機內置的硬體，如GPS定位和陀螺儀。關於指向物體的有用資訊，如天體座標、物體名稱、星座等，以供快速參考。一些付費版本提供了更多資訊。這些應用程式正逐漸在觀測過程中得到定期使用：用於望遠鏡的對準過程。

### 定位圈
定位圈是可以放置在一些望遠鏡的兩個主要旋轉軸上的角度量測尺規。自從數位定位圈廣泛採用以來，任何傳統刻畫的定位圈現在都被明確地標識為「類比定位圈」（ASC）。通過知道物體的座標（通常以赤道座標給出），望遠鏡的使用者可以在通過其目鏡觀察之前，使用定位圈將望遠鏡對準（即指向）適當的方向。電腦化的定位圈稱為「數位定位圈」（DSC）。雖然數位定位圈可用於顯示望遠鏡的RA和Dec座標，但它們不僅僅是望遠鏡類比定位圈上可見內容的數位讀數。與go-to望遠鏡一樣，數位定位圈電腦（商業名稱包括Argo Navis、Sky Commander和NGC Max）包含數萬個天體和行星位置投影的資料庫。
要在配備DSC電腦的望遠鏡中找到天體，不需要在書或其它資源中查找特定的赤經和赤緯座標，然後將望遠鏡調整到這些數值讀數。取而代之的是該對象是從電子資料庫中選擇，這會導致距離值和箭頭標記出現在顯示器上，標示望遠鏡需移動的距離和方向。望遠鏡將移動，直到兩個角距離值達到「零」，表明望遠鏡已正確對準。當赤經和赤緯軸都「歸零」時，物體應該可以在目鏡中看見。許多DSC，如go-to系統，也可以與筆記型電腦的天空程式協同工作。
電腦系統提供了計算座標歲差（進動）的進一步優勢。傳統的印刷資料以年度為副標題，指的是天體在給定時間到最近年份的位置（例如J2005、J2007）。大多數此類印刷品的更新間隔為大約每五十年一次（例如J1900、J1950、J2000）。另一方面，電腦資源能够計算出「日期曆元」到觀測時刻的赤經和赤緯。

### GoTo望遠鏡
GOTO望遠鏡 自20世紀80年代以來，隨著科技的進步和價格的降低，它們變得越來越受歡迎。使用這些電腦驅動的望遠鏡，使用者通常會輸入感興趣的天體名稱，望遠鏡的機械裝置會自動將望遠鏡指向該天體。對於致力於研究的業餘天文學家來說，它們有幾個顯著的優勢。例如，GOTO望遠鏡在定位感興趣的物體方面往往比牽星法更快，從而有更多的時間來研究該天體。GOTO還允許製造商將赤道跟踪添加到機械上更簡單的高度-方位望遠鏡支架上，使他們能够生產出整體上更便宜的產品。GOTO望遠鏡通常必須使用校準星進行校準，以提供精確的跟踪和定位。然而，一些望遠鏡製造商最近開發了使用內置GPS校準的望遠鏡系統，减少了在觀測開始時設定望遠鏡所需的時間。

### 遙控望遠鏡
隨著20世紀末快速互聯網的發展，以及電腦控制的望遠鏡支架和CCD相機的進步，「遙控望遠鏡」天文學現在是業餘天文學家參與研究和深空成像的一種可行手段。這使任何人都可以在遠處控制位於黑暗地方的望遠鏡。觀察者可以通過遙控望遠鏡使用CCD相機成像。然後，望遠鏡收集的數位數據通過互聯網傳輸並顯示給用戶。通過互聯網供公眾使用的數位遠程望遠鏡操作的例子是巴雷克天文台、新墨西哥州的望遠鏡農場、澳大利亞和在智利的阿塔卡馬沙漠的天文台。

## 成像科技

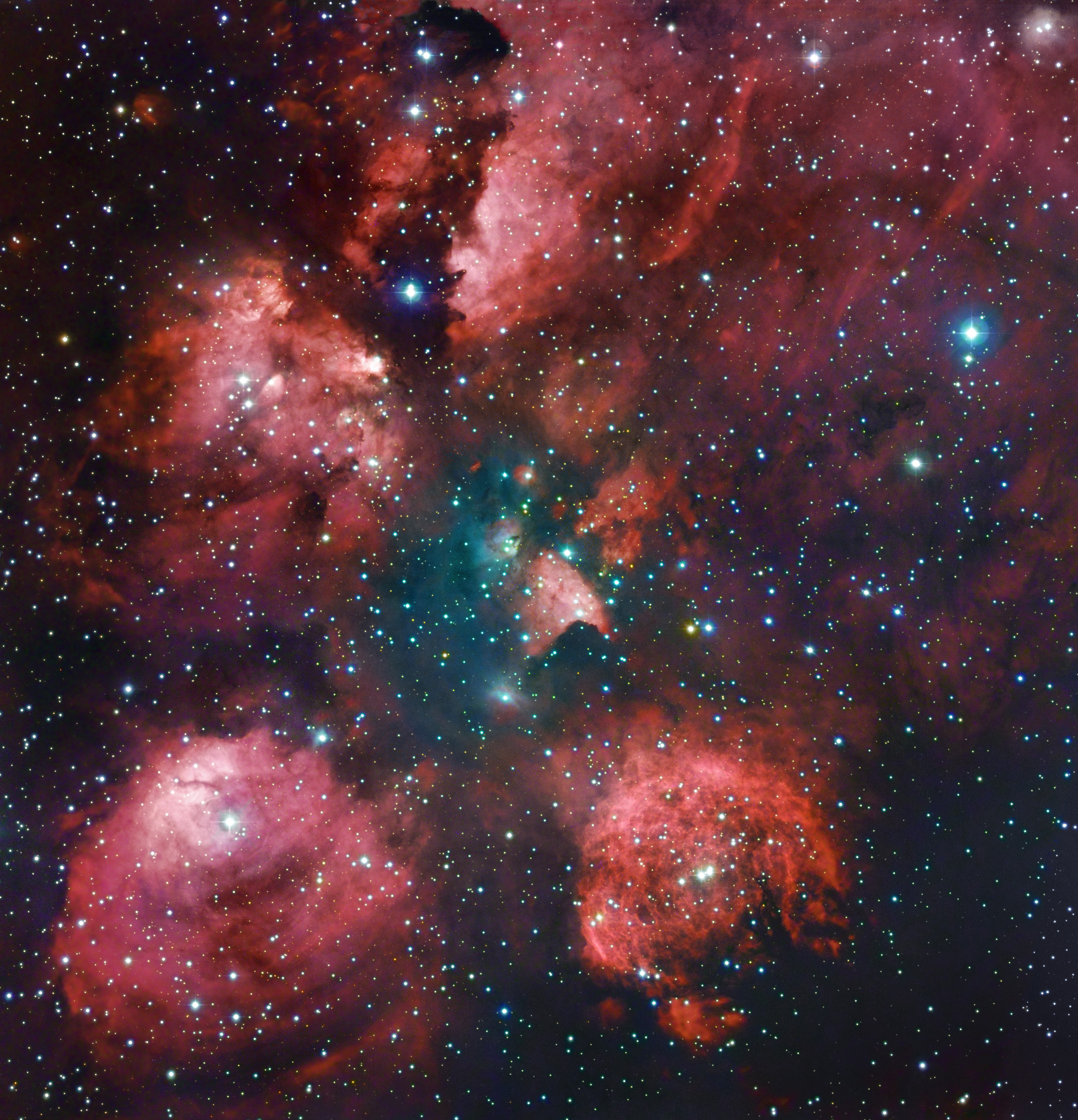
結合專業和業餘天文學家的工作創建的猫掌星雲影像。這張照片是智利拉西拉天文臺2.2米MPG/ESO望遠鏡和0.4米業餘望遠鏡的組合。

業餘天文學家從事許多成像科技，包括膠片、DSLR、LRGB和CCD天文攝影。由於CCD成像儀是線性的，數位影像處理可用於消除光污染的影響，這增加了天文攝影在都市地區的普及。窄帶濾光片也可用於减少光污染。

## 科學研究
與專業天文學家不同，科學研究往往不是許多業餘天文學家的「主要」目標。  然而，具有科學價值的工作是可能的，許多業餘愛好者成功地為專業天文學家的知識庫做出了貢獻。天文學有時被宣傳為業餘愛好者仍然可以貢獻有用數據的少數科學之一。為了表彰這一點，太平洋天文學會每年都會頒發太平洋天文學會業餘成就獎，以表彰業餘愛好者對天文學的重大貢獻。
業餘天文學家的大部分科學貢獻都在數據收集領域。特別是，這適用於擁有小型望遠鏡的大量業餘天文學家，比專業天文學家可用的相對較少的大型望遠鏡更有效的情况。有幾個組織，如美國變星觀測者協會和英國天文協會，可以幫助協調這些貢獻。
業餘天文學家經常為監測變星和超新星的亮度變化、幫助追跡小行星和觀測掩星等活動做出貢獻，以確定小行星的形狀和從地球上看到的月球視邊緣的地形形狀。有了更先進的設備，但與專業設置相比仍然很便宜，業餘天文學家可以量測天體發出的光譜；如果量測過程謹慎，可以獲得高品質的科學數據。業餘天文學家最近的一個角色是在龐大的數位圖像庫、地球和太空天文台捕獲的其它數據中尋找被忽視的現象（例如克魯茲族彗星）；其中大部分可以通過互聯網獲得。
在過去和現在，業餘天文學家在發現新彗星方面發揮了重要作用。然而，最近，對林肯近地小行星研究小組和近地小行星追踪等項目的資助意味著，在業餘愛好者能够看到彗星之前，大多數彗星現在都是由自動化系統發現的。

## 社團

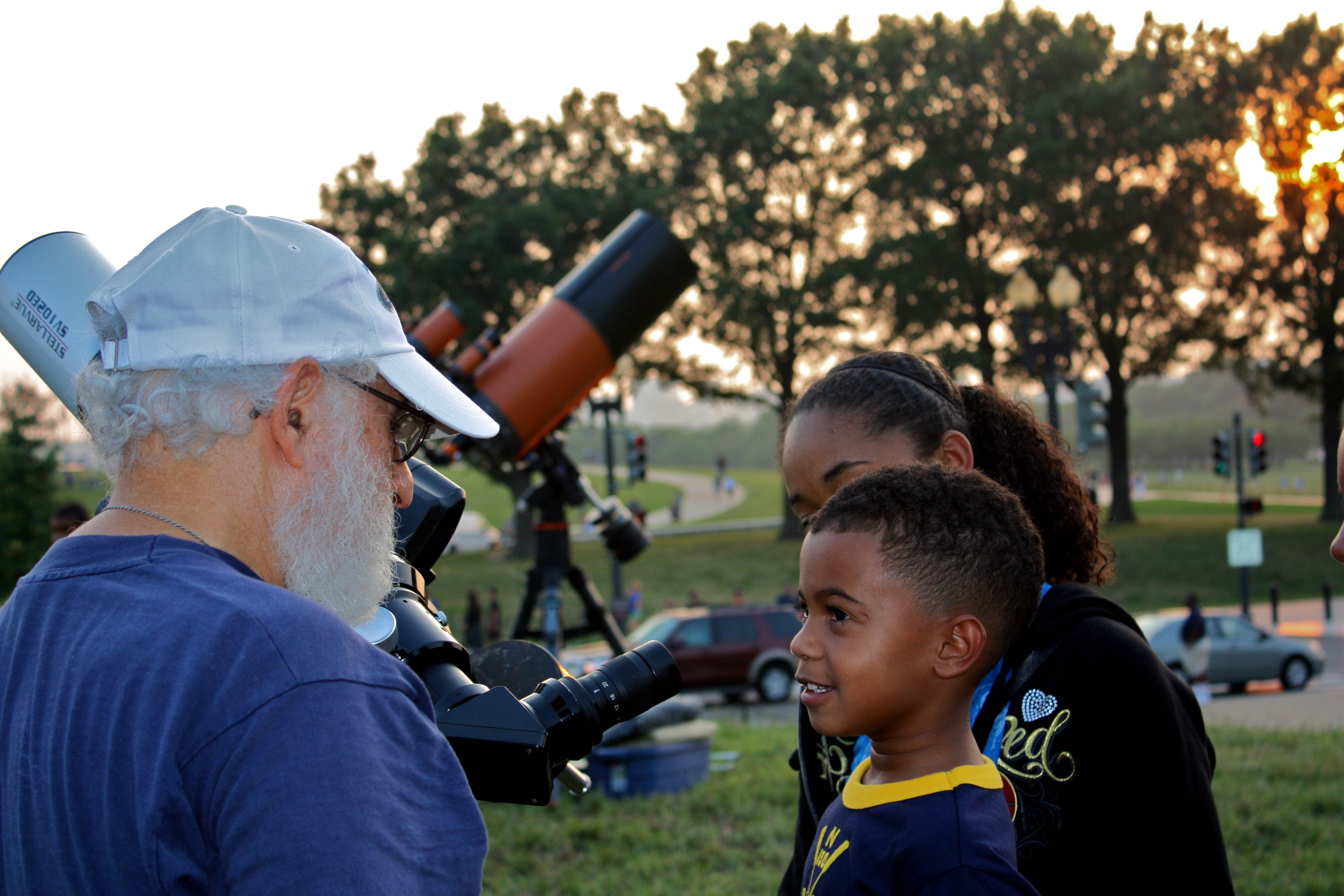
業餘天文學團體經常參與向公眾介紹天文學的推廣活動。

世界各地有大量的業餘天文學會，它們是那些對業餘天文學感興趣的人的聚會點。成員範圍從擁有自己設備的活躍觀察者到僅僅對這一主題感興趣的「扶手椅天文學家」。社團的目標和活動範圍很廣，這可能取決於各種因素，如地理分佈、當地情况、規模和成員。例如，一個位於黑暗鄉村的小型當地社團可能專注於實際觀察和星空饗宴，而一個位於大城市的大型社團可能有很多成員，但受到光污染的限制，因此會定期與特邀演講者舉行室內會議。主要的國家或國際學會通常會出版自己的學術期刊或通訊，有些會舉行類似於科學會議或大會的大型多日會議。他們也可能有專門討論特定主題的部分，例如月球觀測或業餘望遠鏡製做。

## 業餘天文學家的傑出貢獻

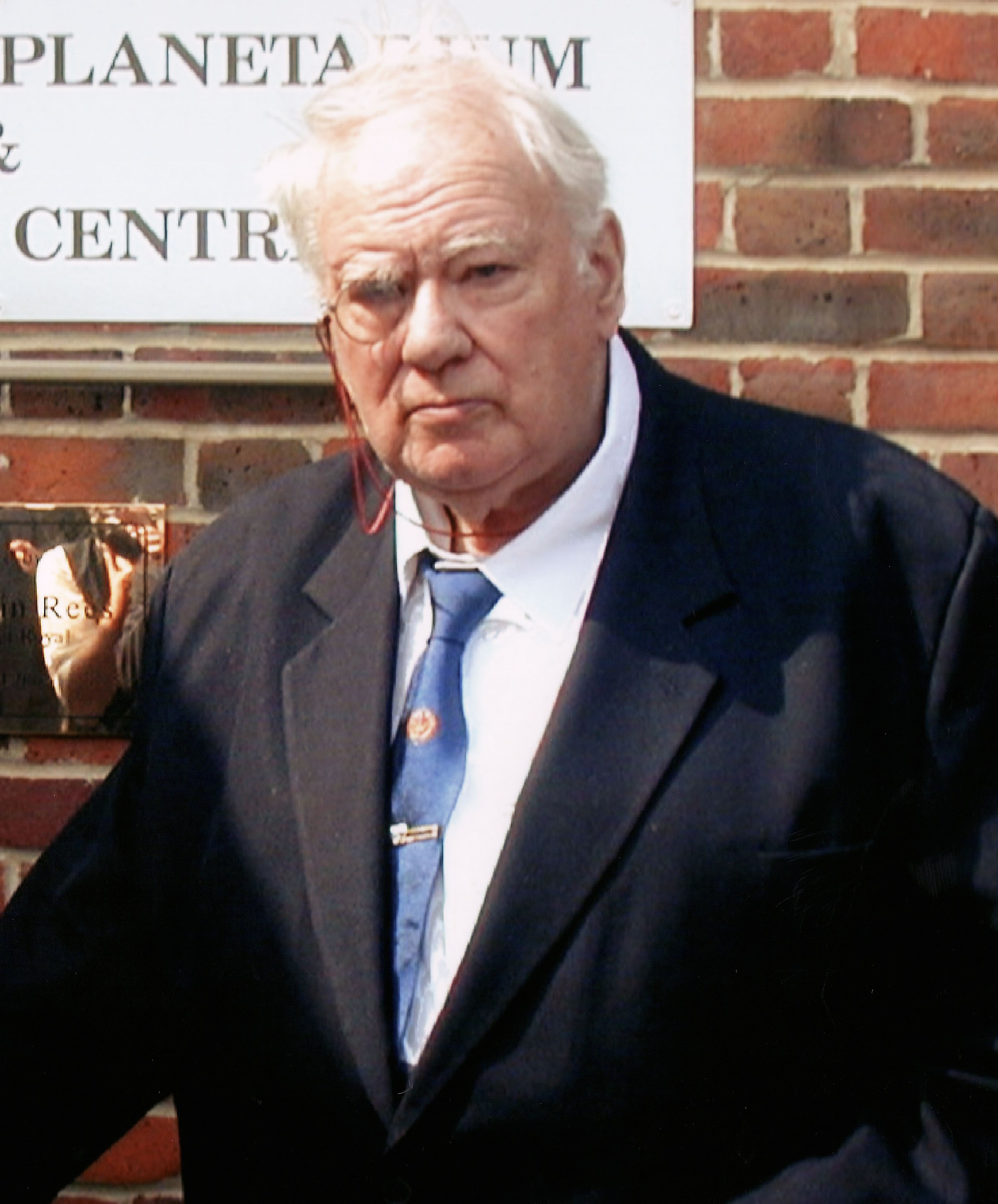
帕特里克·穆爾爵士是世界領先的天文學普及者之一。

業餘天文學家在科學、科技和文化方面做出了許多重大貢獻：
- 喬治·阿爾科克：彗星和新星最成功的目視發現者之一。
- 約翰·波特爾：在《天空與望遠鏡》雜誌上撰寫了《彗星文摘》，並為美國變星觀測者協會撰寫每月的AAVSO通告。創建了波特爾量表來量化夜空的黑暗。
- 小羅伯特·伯納姆（1931–1993）：《天體手冊》的作者。
- 安德魯·安斯利（英语：Andrew Ainslie Common）（1841–1903）：自己建造了非常大的反射望遠鏡，並證明攝影可以記錄人眼看不見的天文特徵。
- 羅伯特·E·考克斯（英语：Robert E. Cox）（1917–1989）：他在《天空與望遠鏡》雜誌上撰寫了21年的「業餘望遠鏡製做」專欄。
- 杜布森（1915–2014）：天文學的推動與宣導者，其名字與杜布森望遠鏡有關。
- 羅伯特·埃文斯 (天文學家)（1937–2022）：是一位業餘天文學家，目前保持著目視發現超新星的歷史紀錄。
- 朱塞佩·多納泰羅（英语：Giuseppe Donatiello）：在本地容積（英语：Local Volume）中發現了11個附近的矮星系，其中包括第一個以非專業發現者命名的星系。
- 威廉·湯姆森-海（英语：Will Hay）：著名的喜劇演員和表演者，他在土星上發現了一個白點。
- 沃爾特·史考特·休斯頓（1912–1993）：他在《天空與望遠鏡》雜誌上撰寫"深空奇觀"的專欄幾乎長達50年。
- 阿爾伯特·格雷厄姆·英戈爾斯（1888–1958）：編輯《業餘望遠鏡製作》，1-3 卷(美國科學有出版社，紐約)和《業餘科學家》。
- 大衛·李維：個人發現最多彗星，已經發現或共同發現了22顆彗星，其中包括舒梅克-李維九號彗星。
- 帕特里克·穆爾（1923–2012）：英國廣播公司長期播出的《仰望夜空》的主持人，也是許多天文學書籍的作者。
- 拉塞爾·W·波特（英语：Russell W. Porter）（1871–1949）：創立了斯特拉芬天文台的創立者，並被稱為業餘望遠鏡製做的「創始人」。
- 格羅特·雷伯（1911–2002）：電波天文學的先驅，建造了第一架專用的電波望遠鏡，並進行了第一次無線電頻率的巡天調查。

### 公民科學項目
業餘天文學家和其他非專業人士通過正在進行的公民科學項目做出貢獻：
- XO項目（英语：XO Project）：一個由業餘和專業天文學家組成，負責識別太陽系外行星的國際團隊。
- 許多業餘天文學家作為公民科學項目的一部分宇宙動物園（英语：Zooniverse），為科學發現做出了貢獻。

## 表彰業餘天文學家的獎項
- 太平洋天文學會的戈登·邁爾斯業餘成就獎
- 錢布利斯業餘成就獎（英语：Chambliss Amateur Achievement Award）

## 進階讀物
- Timothy Ferris. . New York: Simon & Schuster. 2002. ISBN 978-0-684-86579-9.
- P. Clay Sherrod; Thomas L. Koed. . Mineola, N.Y.: Dover Publications. 2003. ISBN 978-0-486-42820-8.
- Mousis, O.;  et al. . Experimental Astronomy. 2014, 38 (1–2): 91–191. Bibcode:2014ExA....38...91M. S2CID 118513531. arXiv:1305.3647 . doi:10.1007/s10686-014-9379-0.

## 外部連結
- Amateur Astronomy Magazine （页面存档备份，存于）